# راؤول هيكتور كاسترو
راؤول هيكتور كاسترو (بالإنجليزية: Raúl Héctor Castro)‏ هو محامي ودبلوماسي وقاضي وسياسي أمريكي، ولد في 12 يونيو 1916 في Cananea ‏ في المكسيك، وتوفي في 10 أبريل 2015 في سان دييغو في الولايات المتحدة. نشط حزبياً في الحزب الديمقراطي.

## مناصب
- انتخب سفير.
- انتخب حاكم ولاية أريزونا  [لغات أخرى]‏ (6 يناير 1975 – 20 أكتوبر 1977).
- انتخب سفير الولايات المتحدة لدى السلفادور [الإنجليزية]‏.
- انتخب سفير الولايات المتحدة لدى بوليفيا [الإنجليزية]‏.
- انتخب سفير الولايات المتحدة  لدى الأرجنتين [الإنجليزية]‏.

## وصلات خارجية
- راؤول هيكتور كاسترو على موقع إن إن دي بي (الإنجليزية)